# Baba-oarba

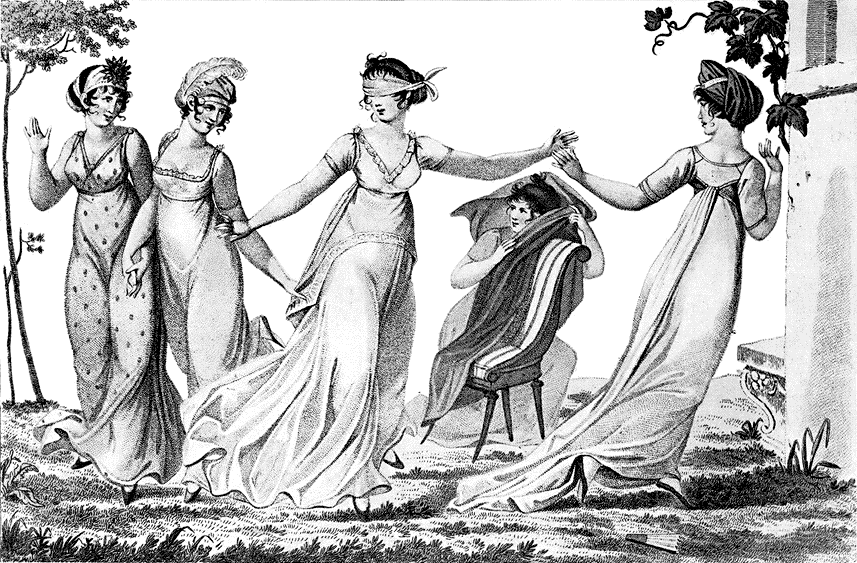
Femei jucând baba-oarba în 1803

Baba-oarba este un joc practicat în special de copii în care unul dintre jucători este legat la ochi și încearcă să atingă pe un alt jucător, care să-i ia locul.

## Modul de joc
Baba-oarba este jucat într-o zonă spațioasă, cum ar fi în aer liber sau într-o cameră mare, în care un jucător este legat la ochi și bâjbâie încercând să-i atingă pe ceilalți jucători, fără a fi capabil să-i vadă, în timp ce ceilalți jucători se împrăștie și să încerce să-l evite, ascunzându-se și, uneori, necăjindu-l pentru a-l influența să-și schimbe direcția.
Practicarea ideală a jocului este într-o zonă liberă lipsită de obstacole periculoase, astfel încât jucătorul legat la ochi să nu se împiedice sau să se lovească de obiecte.

## Istoric

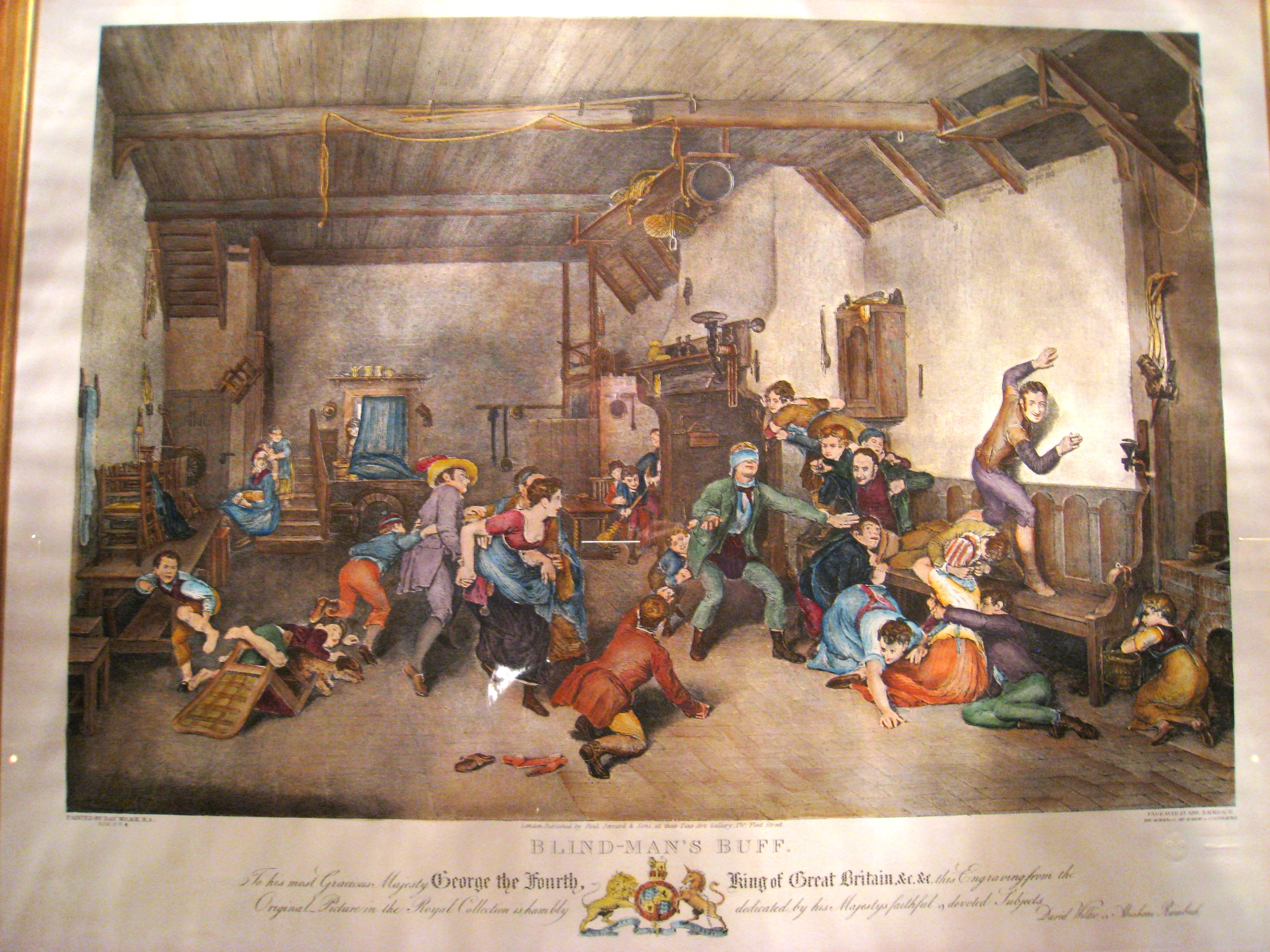
„Baba-oarba”, de David Wilkie, Paul Jarrard & Sons, Londra, 1820

O versiune a jocului a fost practicată în Grecia Antică, unde a fost numit „țânțarul de aramă”. Jocul este jucat de copii în Bangladesh, unde este cunoscut sub numele de Kanamaachhi [কানামাছি] cu sensul de musca oarbă. Un individ este legat la ochi cu scopul de a-l prinde sau atinge pe unul dintre ceilalți, care aleargă în jurul său repetând: „muștele oarbe zboară repede! Prinde ce poți!”
Jocul a fost jucat în Anglia în perioada domniei dinastiei Tudor, existând mențiuni documentare cu privire la utilizarea sa ca un mijloc de recreere de către curtenii lui Henric al VIII-lea. El a fost, de asemenea, un popular joc de societate în epoca victoriană. Poetul Robert Herrick îl menționează, împreună cu alte metode de petrecere a timpului liber, în poemul său „A New Year’s Gift Sent to Sir Simeon Steward”:
That tells of Winters Tales and Mirth,

That Milk-Maids make about the hearth,

Of Christmas sports, the Wassell-boule,

That tost up, after Fox-i' th' hole:

Of Blind-man-buffe, and of the care

That young men have to shooe the Mare
El este, de asemenea, jucat în multe zone din Asia, inclusiv Afganistan, și peste tot în Europa, inclusiv în Germania.